# Richard Henkes
Blahoslavený pater Richard Henkes, SAC (narozen 26. května 1900 v Ruppachu ve Westerwaldu, zemřel 22. února 1945 v koncentračním táboře Dachau) byl německý kněz, kazatel, farář a exercitátor působící ve farnosti Strahovice na Hlučínsku.

## Život
Roku 1919 vstoupil do Společnosti katolického apoštolátu (zvaném též SAC) a dne 6. června 1925 byl v Limburgu vysvěcen na kněze. Jako učitel působil ve studijních zařízeních palotinů v Schönstattu a v Alpách, od r. 1931 pak v Horním Slezsku, ve městech Katscher (Ketř) a Frankenstein (dnešní Ząbkowice Śląskie). Při mimořádných úkonech duchovní správy ukázal jako postní kazatel a exercitátor především mladým lidem cestu, jak žít svou vírou v době nacismu. Postavil se jednoznačně proti národněsocialistickému názoru a odvážně zvěstoval poselství křesťanství. Věděl, že nacismus je ideologie zla a nenávisti, zároveň byl hluboce přesvědčen o velikosti Ježíšova poselství lásky a navíc měl v sobě sílu a odvahu obojí nejen srozumitelně a nahlas pojmenovat, ale také konkrétně a prakticky uskutečnit.
V roce 1941 se stal duchovním správcem malé farnosti Strahovice na Hlučínsku. Kromě plnění povinností faráře se též věnoval exerciciím v exercičním domě sv. Josefa v Bránici a vystupoval jako kazatel na různých místech v širokém okolí. Jeho činnost byla sledována gestapem. Na základě udání byl 8. dubna 1943 pro „pobuřování národa z kazatelny“ zatčen a 10. července poslán do koncentračního tábora Dachau. „Jdu za svou cestou s Bohem,“ píše a pokouší se zde povzbudit sklíčené, pomoci hladovějícím. Učí se též česky – po válce chce zase působit na východě.
Když v prosinci 1944 vypukla v koncentračním táboře tyfová epidemie, byly některé vězeňské bloky (mezi nimi i „český“ blok č. 17) prohlášeny za uzavřené bloky smrti. Tehdy se P. Richard Henkes – vědom si náročných požadavků evangelia i rizik provázejících jeho rozhodnutí – přihlásil jako dobrovolný ošetřovatel k péči o nemocné a umírající. Mnohým tak daroval v posledních chvílích života jako člověk lidskou blízkost, mnohým jako kněz skrze svátosti blízkost Boží. Seznámil se zde i s P. Josefem Beranem, pozdějším pražským arcibiskupem a pražským kardinálem, dalším z kandidátů na blahořečení.
Při své službě nemocným však sám smrtelně onemocněl a své nemoci 22. února 1945 podlehl. Jeho tělesné ostatky byly zpopelněny a popel tajně převezen mimo koncentrační tábor. V neděli 7. června 1945, v den 20. výročí jeho primice, pak byl popel tohoto mučedníka lásky k bližnímu, přirovnávaného k polskému knězi P. Maxmiliánu Kolbemu, slavnostně uložen do hrobu na hřbitově palotinů v Limburgu.

## Proces blahořečení
Na základě svědectví o jeho životě se v neděli 25. května 2003 sešli v palotinském kostele Panny Marie v Limburgu čeští a němečtí kněží a věřící. Za účasti ostravsko-opavského biskupa Františka Václava Lobkowicze pak biskup limburské diecéze Franz Kamphaus zahájil diecézní proces o životě, ctnostech, smrti a pověsti svatosti služebníka Božího P. Richarda Henkese jako první krok směřující k jeho prohlášení za blahoslaveného. Diecézní proces byl uzavřen v lednu 2007 a dokumenty byly následně odeslány vatikánské Kongregaci pro blahořečení a svatořečení.
Blahořečení proběhlo 15. září 2019 v katedrále v Limburgu.

## Odkazy

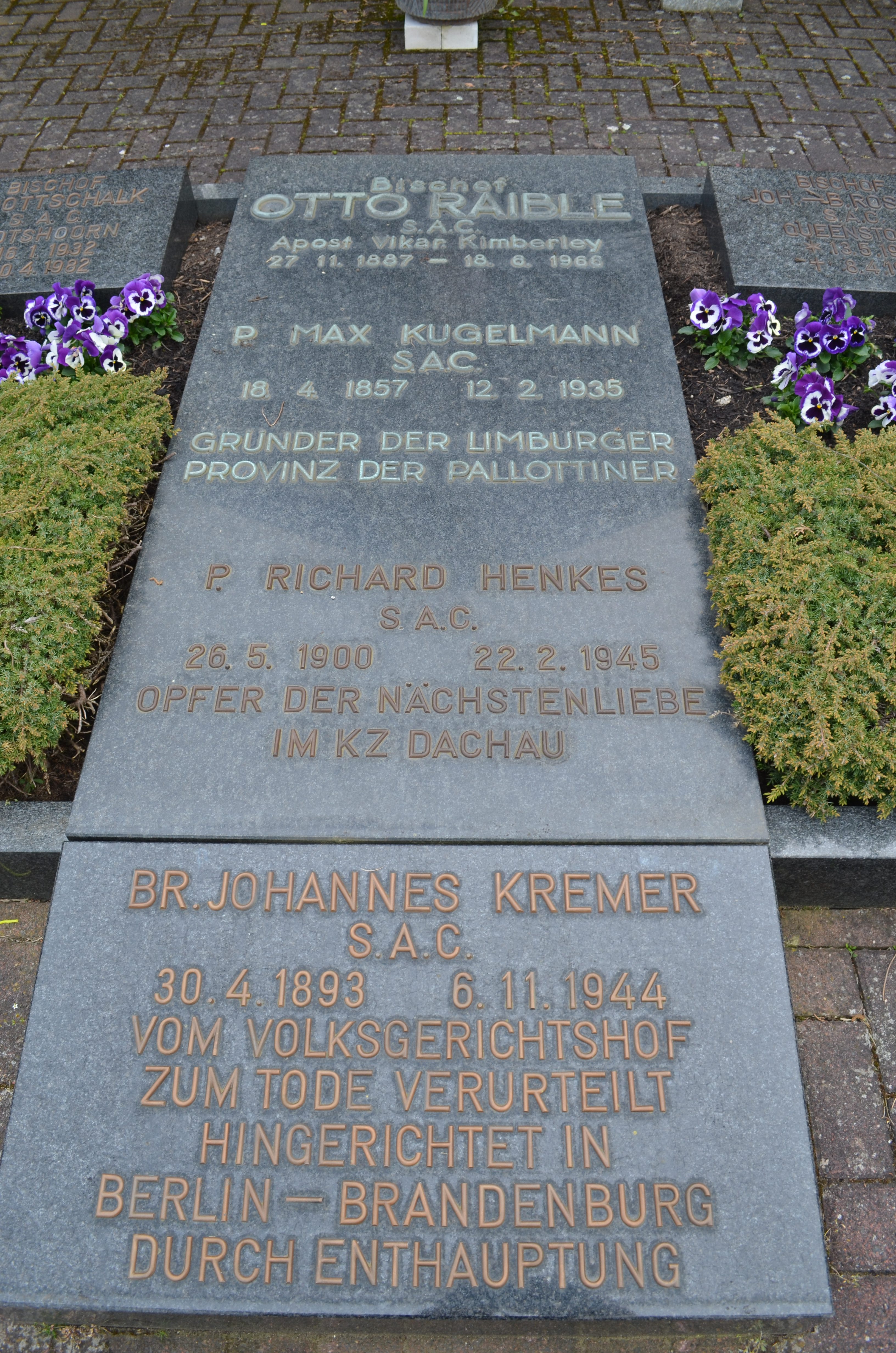
Hrob bl. Richarda Henkese